# Entecsa
Entecsa Tudela S.A. (También denominada como Laboratorios de ensayos Entecsa S.A.) es una empresa española, fundada en 1994 y con sede en la localidad de Tudela, en (Navarra), que está especializada en la prestación de servicios orientados a la construcción, ingeniería, la industria, la consultoría y el medio ambiente, así como en el control de calidad en edificación y obra civil.
Actualmente está reconocida por el Gobierno de Navarra como un laboratorio acreditado para el control de calidad de la edificación, y está inscrita en el Registro General de Laboratorios de Ensayos acreditados por el Ministerio de Vivienda.

## Sedes

### Sede principal
Entecsa tiene su sede principal en la ciudad navarra de Tudela.

### Delegaciones y franquicias
También cuenta con delegaciones en Pamplona, Huesca, Logroño, Bilbao, y Soria, y franquicias en Andalucía y Extremadura.

## Historia
Entecsa se funda en el año 1994. Durante estos años ha prestado servicios en infraestructuras de gran relevancia en la Comunidad Foral de Navarra, como el Canal de Navarra, el Tren de Alta Velocidad, o el campus de la Universidad Pública de Navarra y la reforma del Estadio Ciudad de Tudela, en la capital de la Ribera de Navarra.

## Servicios
Entecsa presta servicios orientados a los ámbitos de la construcción, la ingeniería, la industria, la consultoría y el medio ambiente.

## Reconocimientos oficiales

### Control de calidad en la edificación
Entecsa Tudela, junto con el  Laboratorio de Edificación de la Escuela Técnica Superior de Arquitectura e Ingeniería de Edificación de la Universidad de Navarra y otras empresas navarras como Igeo 2, Ionavarra, LABENSA, Geea Geólogos, GIMA, Laboratorio de Resbaladicidad, CECTECO, ID Ingeniería Acústica, y T&D Ingenieros, está reconocido por el Gobierno de Navarra como un laboratorio acreditado para el control de calidad de la edificación.